# Die Glücksjäger
Die Glücksjäger (See No Evil, Hear No Evil) ist eine US-amerikanische Filmkomödie von Arthur Hiller aus dem Jahr 1989.

## Handlung
Wallace Karue ist blind, leugnet diese Tatsache aber gegenüber sich selbst und seiner Umwelt. Er lernt den gehörlosen Kioskbesitzer Dave Lyons kennen, mit dem er später in dessen Laden zusammenarbeitet.
Schon bald kommt Scotto, der Buchmacher von Wallace, der für Sutherland eine goldene Münze schmuggelt, zum Laden. Als Scotto in dem Laden von den beiden Killern Eve und Kirgo ermordet wird, kann der abgelenkte Dave nur die Beine Eves sehen und Wallace nur ihren Geruch registrieren.
Wallace und Dave werden selbst als Täter verdächtigt und festgenommen. Da die Killer schon bald vermuten, dass Scotto die Münze wohl bei den beiden Ladenbetreibern ließ, versuchen sie, beide auf Kaution herauszubekommen. Unterdessen gelingt den beiden aber die Flucht, indem sie sich gegenseitig mit ihren verbliebenen Sinnesorganen ergänzen.
Die Killer können den beiden die Münze jedoch abnehmen. Da sich Wallace und Dave vom Mordverdacht befreien möchten, verfolgen sie die Täter. Tatsächlich können sie den Killern die Münze wieder abnehmen. Dabei wird allerdings Wallace’ Schwester von den Killern entführt und auf dem Anwesen Sutherlands festgehalten.
Im Zuge der daraufhin gestarteten Befreiungsaktion durch Wallace und Dave stellt sich heraus, dass Sutherland selbst blind ist. Sutherland erschießt Kirgo, als dieser herausfindet, dass es sich bei der Münze nicht um eine seltene Goldmünze, sondern um den wertvollsten Supraleiter der Welt handelt und daraufhin eine höhere Gage verlangt. Wenig später erfährt auch Eve vom wahren Wert der Münze und erschießt Sutherland. Eve versucht sodann, mit der Münze zu flüchten, wird dabei aber von Wallace und Dave sowie der von Wallace’ Schwester herbeigerufenen Polizei aufgehalten.

## Kritiken
Roger Ebert schrieb in der Chicago Sun-Times vom 12. Mai 1989, dass die Grundidee gut sei, aber das „dumme“ („dumb“) Drehbuch nutze sie nicht aus. Richard Pryor und Gene Wilder würden für ihre Rollen zu nett wirken. Ebert verglich sie mit dem Gespann von Robert De Niro und Charles Grodin im Film Midnight Run – Fünf Tage bis Mitternacht, in dem die Notgemeinschaft der Charaktere mehr Spannung erzeugen würde.
Hal Hinson bezeichnete die Komödie in der Washington Post vom 13. Mai 1989 als „verworren“ („woolly“). Er lobte die Darstellung von Gene Wilder, der die Gags auf eine unerwartete Weise spiele.

„Handwerklich routiniert, aber hausbacken inszenierte Kriminalkomödie, die sich auf den Gegensatz der grundverschiedenen Hauptfiguren verläßt, hieraus aber nur wenige amüsante Momente entwickelt. Wohltuenderweise ist der Film bemüht, daß nicht über Behinderte, sondern über Handicaps im Alltag gelacht wird.“

„Auch wenn der ‚Behinderten-Witz‘ nicht immer geschmackssicher ausfällt, entsteht durch die Hauptfiguren doch eine Menge Situationskomik mit Slapstick-Einlagen und schwarzem Humor. Nicht verschwiegen sei allerdings auch, dass die Story von konfus bis idiotisch reicht. Fazit: Teils äußerst amüsant, teils äußerst platt.“

## Hintergrund
Der Film wurde in New York City und in New Jersey gedreht. Das Einspielergebnis in den US-Kinos betrug 46,9 Millionen US-Dollar.